# Дорогостайский, Виталий Чеславович
Виталий Чеславович Дорогостайский (16 сентября 1879 ― 27 ноября 1938) ― исследователь Байкала, Ангары, Хубсугула и горных озёр Хамар-Дабана. Организатор Байкальской биологической станции, первого в России зверопитомника и зоомузея Иркутского университета. 

## Биография
Родился в селе Тулун Иркутской области в семье польского политического ссыльного Чеслава Дорогостайского, участника польского восстания 1863 года и дочери тулунского чиновника Марии Ивановне, урождённой Черных. В 1898 году окончил Иркутскую гимназию, в дальнейшем поступил в Московский университет на естественное отделение физико-математического факультета. Однако, работая в лабораториях орнитолога М. А. Мензбира и ботаников И. Н. Горожанкина и К. А. Тимирязева, больше всего Виталий Чеславович интересовался зоологией и ботаникой. В университете будущий ученый познакомился с известным российским исследователем Центральной Азии и Сибири Г. Н. Потаниным, директором Иркутской магнитной метеорологической обсерватории А. В. Вознесенским и консерватором музея ВСОРГО А. М. Станилевским. Эти люди и определили судьбу будущего исследователя и путешественника.
С 1905 по 1910 год Виталий Чеславович преподавал в Иркутской гимназии, после окончания университета. С 1910 по 1917 год работал в Москве в Институте сравнительной анатомии, в 1910 году являлся участником экспедиции в экваториальную Африку. С 1901 года Виталий Чеславович занимался изучением водорослей Байкала, а с 1915 году совершил ежегодные экспедиции на Байкал для сбора и изучения фауны, исследовал ракообразных Байкала, Ангары и дельты Селенги. В 1916 году на байкальской судоверфи было построено первое моторное научное судно «Чайка», с использованием чертежей и непосредственного участия Виталия Чеславовича.
Виталий Чеславович Дорогостайский является инициатором и создателем на Байкале в поселке Большие Коты гидробиологической станции, а также питомника черно-бурых лисиц в 1919 году. Дорогостайский первым выдвинул гипотезу об эволюционной молодости байкальской эндемичной фауны и быстрых темпах её видообразования.
В конце 1917 года Виталий Чеславович избирается профессором Омского сельскохозяйственного института. С 1919 года является работником в Иркутском университете. С 1919 по 1937 год Виталий Чеславович руководит кафедрой зоологии позвоночных. В течение данного периода создал материально-техническую базу кафедры, включая музей с экспозицией и научным фондом. В 1923 году публикует свой фундаментальный труд о распределении фауны Байкала, в котором предлагает первую схему зоогеографического деления озера и гипотезу о путях происходящего в нём эндемичного видообразования.
Виталий Чеславович Дорогостайский — автор свыше 50 научных трудов, которые посвящены вопросам изучения животного и растительного мира озера Байкал и прилегающих к нему районов, рыбного и охотничьего хозяйств, пушного звероводства. 
Виталий Чеславович, будучи профессором, подготовил плеяду молодых талантливых преподавателей, ученых, оставивших яркий след в истории кафедры и университета.
В июле 1937 переехал в Алма-Ату заведовать кафедрой зоологии Казахского государственного университета. 26 августа 1937 года был арестован НКВД и расстрелян. Похоронен в Иркутске.

## Основные труды
Монографии
- Карта озера Косогол: составлена по съемкам 1905, 1907, 1908 гг. : масштаб 5 верст в англ. дюйме. — [Б.м.] : Изд. Вост.-Сиб. отд. Рус. геогр. о-ва, 1909. — [1 л.].
- К биологии горного дупеля, Scolopax Soliatria Midd. — М. : Тип. Имп. Моск. ун-та, 1912. — 7 с. : табл.
- О гнездовании некоторых птиц. — М. : Тип. П. П. Рябушинского, 1913. — 10 с.
- О фауне ракообразных реки Ангары. — Пг. : Тип. Акад. наук, 1917. — 21 с.
- О Байкальской гидробиологической станции. — Омск, 1919. — 4 с.
- К систематике хариусов Байкальского бассейна. — Иркутск : Оттиск, 1921. — 10 с.
- Вертикальное и горизонтальное распределение фауны озера Байкал. — Иркутск : Оттиск, 1923. — 31 с.
- Озера Прибайкалья, их природа и экономическое значение (с картой оз. Фролихи). — Иркутск : Первая Гос. тип., 1924. — 7 с.
- Пушные и промысловые звери Прибайкалья и их экономическое значение. — Иркутск : Первая Гос. тип., 1925. — 11 с.
- Приплет.: Пушной промысел Средне-Сибирского края / М. П. Соколов. — Иркутск : Первая Гос. тип., 1925. — 14 c.
- Определитель рыб бассейна озера Байкал и реки Ангары. — Иркутск : Власть труда, 1926. — 16 с.
- Программа-инструкция по изучению охотничьего промысла. — Новосибирск : Сибкрайиздат, 1929. — 12 с.

Научные статьи
- Matériaux pour servir à l'algologie du lac Baikal et de son bassin // Bull. Soc. Natur Moscou. — 1904. — Bd. 18, № 2/3. — Р. 229—265.
- Материалы для альгологии озера Байкал и его бассейна // Изв. Вост.-Сиб. отд. Имп. Рус. геогр. о-ва. — 1906. — Т. 35, № 3. — С. 1-44.
- Об омуле и добыче его на озере Байкале : сообщ., чит. на заседании Иркут. с.-х. о-ва 26 марта 1907 г. // Иркут. губ. ведомости. — 1907. — 27 апр. — С. 2 ; 29 апр. — С. 2.
- Поездка в Северо-Западную Монголию : крат. отчет о путешествии, соверш. летом 1907 г. по поручению Имп. Рус. геогр. о-ва // Изв. Имп. Рус. геогр. о-ва. — 1908. — Т. 44, вып. 5. — С. 233—246.
- Доклад о путешествии по Монголии и Урянхайской земле за период 1905—1910 гг. в заседании отдела географическо-математического и географическо-физического Русского географического общества от 30 ноября 1910 г. // Изв. Имп. Рус. геогр. о-ва. — 1910. — Т. 46, вып. 1. — С. 63-64.
- Монголия, её природа и население: из поездки по Монголии в 1906—1909 гг. : сообщ. на 99 заседании Геогр. отд., соедин. с о-вом любителей естествознания, антропологии и этнографии // Землеведение. — 1910. — Т. 17, кн. 4. — С. 93-94.
- К биологии горного дупеля, Scolopax Soliatria Midd // Птицеведение и птицеводство. — 1912. — Т. 3, вып. 1/2. — С. 1-7.
- Китайский лебедь (Cygnus davidi Swinh) в Сибири // Орнитол. вестн. — 1913. — № 2. — С. 110—112.
- О гнездовании некоторых птиц // Птицеведение и птицеводство. — 1913. — Т. 4, вып. 2. — С. 107—116.
- Отчет о поездке в Северо-Западную Монголию и южную часть Иркутской губернии с зоологическими целями // Бюл. Моск. о-ва испытателей природы. — 1912. — Т. 26. — С. 12-15. — Соавт.: К. И. Мейер.
- Дикие бараны (ovis nivicola potanini) Яблонового хребта // Изв. Имп. Акад. наук. Сер. 6. — 1915. — Т. 9, № 15. — С. 1599—1616. — Соавт.: Н. В. Насонов.
- Предварительный отчет о поездке в Яблоновый хребет, совершенной по поручению Императорской Академии наук в 1914 году // Изв. Имп. Акад. наук. Сер. 6. — 1915. — Т. 9, № 5. — С. 401—420.
- Материалы для карцинологической фауны озера Байкала : докл. о работе // Изв. Имп. Акад. наук. Сер. 4. — 1916. — № 4. — С. 211—212 ; Труды Комиссии по изучению озера Байкала. — Пг., 1922. — Т. 1, вып. 1. — С. 105—153.
- О фауне ракообразных реки Ангары // Ежегодник Зоол. музея Рос. Акад. наук. — 1916. — Т. 21, № 4. — С. 302—322.
- Тарбаган // Охотничий вестн. — М., 1917. — № 6. — С. 112—116.
- К распространению и образу жизни диких баранов и козлов в Северо-Западной Монголии // Ежегодник Зоол. музея Рос. Акад. наук. — 1918. — Т. 23, № 1. — С. 32-42.
- О Байкальской гидробиологической станции // Труды съезда по организации института исследований Сибири. — Томск, 1919. — Ч. 3. — С. 24-27.
- Список латинских названий птиц и других животных, упоминаемых под номерами в очерке: «Путевые заметки о фауне бассейна реки Селенги в пределах Монголии» // Селенга в пределах Монголии : краткий отчет о работах Монгольской экспедиции 1919 г. / И. Ф. Молодых. — Иркутск, 1920. — Вып. 1. — С. 123—124.
- Список составлен по определениям М. Ткаченко, проверенным и исправленным проф. В. Ч. Дорогостайским, напечатан в Приложении № 1 к книге И. Ф. Молодых.
- Отвлеченная наука и практическое животноводство // Иркутский государственный университет. 1918—1921 : сб. ко дню трехлетия существования ун-та. — Иркутск, 1921. — С. 16-18.
- Краткий отчет о работах Байкальской экспедиции Академии наук в 1916 году // Труды Комиссии по изучению озера Байкала. — Пг., 1922. — Т. 1, вып. 1. — С. 154—161.
- Вертикальное и горизонтальное распределение фауны озера Байкал // Сборник трудов профессоров и преподавателей Иркутского университета. — Иркутск, 1923. — Вып. 4 : Физико-математические науки. — С. 103—131.
- К систематике хариусов Байкальского бассейна // Труды Иркутского общества естествоиспытателей. — Иркутск, 1923. — Т. 1, вып. 1. — С. 75-81.
- О гидробиологических исследованиях в Прибайкалье // Рус. гидробиол. журн. — 1923. — Т. 2, № 5/7. — С. 137—138.
- Озера Прибайкалья, их природа и экономическое значение (с картой оз. Фролихи) // Изв. Вост.-Сиб. отд. Рус. геогр. о-ва. — 1924. — Т. 47, вып. 1 : Очерки по землеведению Восточной Сибири. — С. 36-42.
- Генезис Прибайкальских озёр // Бюл. Вост.-Сиб. отд. Рус. геогр. о-ва. — Иркутск, 1925. — № 6 : Первый Восточно-Сибирский краеведческий съезд, 11-18 янв. 1925 г. : обзор работ. Тезисы. Резолюции. — С. 98 ; 141 ; Сиб. живая старина. — 1925. — Вып. 3/4. — С. 338 ; 381.
- Краеведческие задачи в области биологии // Бюл. Вост.-Сиб. отд. Рус. геогр. о-ва. — Иркутск, 1925. — № 6 : Первый Восточно-Сибирский краеведческий съезд, 11-18 янв. 1925 г. : обзор работ. Тезисы. Резолюции. — С. 85 ; 139 ; Сиб. живая старина. — 1925. — Вып. 3/4. — С. 325 ; 379.
- Охрана природы края // Бюл. Вост.-Сиб. отд. Рус. геогр. о-ва. — Иркутск, 1925. — № 6 : Первый Восточно-Сибирский краеведческий съезд, 11-18 янв. 1925 г. : обзор работ. Тезисы. Резолюции. — С. 54 ; 126 ; Сиб. живая старина. — 1925. — Вып. 3/4. — С. 294 ; 366.
- Промысловые звери Иркутской губернии // Бюл. Вост.-Сиб. отд. Рус. геогр. о-ва. — Иркутск, 1925. — № 6 : Первый Восточно-Сибирский краеведческий съезд, 11-18 янв. 1925 г. : обзор работ. Тезисы. Резолюции. — С. 85-86 ; 128—129 ; Сиб. живая старина. — 1925. — Вып. 3/4. — С. 325—326 ; 368—369.
- Насаждение промышленного звероводства в Сибири // Материалы к пятилетнему плану развития народного хозяйства и культурного строительства Сибирского края. — Новосибирск, 1926. — Гл. 3 : Сельское хозяйство. — С. 104—109.
- Определитель рыб бассейна озера Байкал и реки Ангары // Сборник трудов государственного Иркутского университета. — Иркутск, 1926. — Вып. 11 : Медицинский и педагогический факультеты. — С. 26-39.
- Американская ондатра и перспективы разведения её в Сибири // Охотник и пушник Сибири. — Новосибирск, 1927. — № 4. — С. 41-44.
- О морфологических особенностях Сибирской расы дикой козы (Capreolus, capreolus pygargus Pall) // Изв. Биол.-геогр. науч.-исслед. ин-та при Иркут. гос. ун-те. — 1927. — Т. 3, вып. 2. — С. 9-14.
- О наследственной конституции сивушек // Пушное дело. — М., 1927. — № 2. — С. 23-28.
- О современном состоянии охотничьего хозяйства в Сибири // Труды Первого Сибирского Краевого Научно-Исследовательского Съезда. — Новосибирск, 1927. — Т. 1 : Протоколы и резолюции. — С. 237—238.
- О современном состоянии охотничьего хозяйства в Сибири // Труды Первого Сибирского Краевого Научно-Исследовательского Съезда. — Новосибирск, 1927. — Т. 3 : Доклады секции «Поверхность». — С. 43-55.
- Обзор пушного звероводства за 1926 год // Охотник и пушник Сибири. — Новосибирск, 1927. — № 3. — С. 36-40.
- Охота. Искусственное звероводство // Основные положения Генерального плана развития народного хозяйства Сибирского края. — Новосибирск, 1927. — С. 48-51.
- Промышленное звероводство // Производительные силы Дальнего Востока. — Хабаровск ; Владивосток, 1927. — Вып. 4 : Животный мир. — С. 329—335, 585—588.
- Белка // Сибирская Советская энциклопедия. — Новосибирск, 1929. — Т. 1. — Стб. 268—270.
- Бобр камчатский // Сибирская Советская энциклопедия. — Новосибирск, 1929. — Т. 1. — Стб. 354—356.
- Звероводство пушное // Сибирская Советская энциклопедия. — Новосибирск, 1930. — Т. 2. — Стб. 88-89.
- Новые материалы для карцинологической фауны озера Байкала // Труды Комиссии по изучению озера Байкала. — Л., 1930. — Т. 3. — С. 49-76.
- Пятнистый олень на Байкале // Охотник. — М., 1930. — № 2. — С. 12-14.
- Ловушки // Сибирская Советская энциклопедия. — Новосибирск, 1932. — Т. 3. — Стб. 230—233.
- Нерпа байкальская // Сибирская Советская энциклопедия. — Новосибирск, 1932. — Т. 3. — Стб. 734—736.
- Рыбы оз. Байкала : резолюция по докл. // Резолюции Первого Восточно-Сибирского краеведческого научно-исследовательского съезда. — Новосибирск, 1932. — С. 92-94.
- Материалы для изучения систематики, географического распространения и биологии мошек (Simuliidae) Восточной Сибири // Паразитологический сборник. — М. ; Л., 1935. — Т. 5. — С. 107—204. — Соавт.: И. А. Рубцов, Н. М. Власенко.
- Новый подвид корсака из Южного Забайкалья // Сборник работ противочумной организации Восточно-Сибирского края за 1932—1933 гг. — Иркутск, 1935. — Т. 2. — С. 47-54.
- Гаммариди Баргузинского залива // Изв. Биол.-геогр. науч.-исслед. ин-та при Иркут. гос. ун-те. — 1936. — Т. 7, вып. 1/2. — С. 42-51.

Газетные публикации
- Университет и промышленное звероводство // Унив. клич. — 1922. — 17 нояб.
- О мелиоративных мероприятиях по рыболовству // Власть труда. — Иркутск, 1926. — 3 марта. — С. 8.
- Учись правильно охотиться // Вост.-Сиб. правда. — 1927. — 8 июня.
- Фауна острова Ольхон // Вост.-Сиб. комсомолец. — Иркутск, 1934. — 11 сент.
- Я отдам все силы Советской науке // Вост.-Сиб. правда. — 1934. — 1 нояб.
- Лайка // Вост.-Сиб. правда. — 1936. — 9 мая.

## Публикации о В. Ч. Дорогостайском
- Орнитологическая экскурсия В. Ч. Дорогостайского и К. И. Мейера в Северо-Западную Монголию // Орнитол. вестн. — 1912. — № 4. — С. 323.
- Экспедиция В. Ч. Дорогостайского в Яблоновый хребет летом 1914 // Землеведение. — 1915. — Т. 22, кн. 1/2. — С. 61-63. О вкладе проф. В. Ч. Дорогостайского в изучение Яблонового хребта.
- Биологическая станция на Байкале // Землеведение. — 1916. — Т. 23, кн. 3/4. — С. 200—201. В. Ч. Дорогостайский и его вклад в создание Биологической станции на Байкале.
- Кузнецова, О. И. Растения, собранные В. Ч. Дорогостайским на Яблоновом хребте в 1914 г. / О. И. Кузнецова // Труды Ботанического музея Российской Академии наук. — Пг., 1920. — Вып. 18. — С. 1-12.
- Месяцев, И. И. Предварительный отчет о работах Байкальской экспедиции Зоологического музея Московского университета летом 1917 г. / И. И. Месяцев // Труды Комиссии по изучению озера Байкала. — Пг., 1922. — Т. 1, вып. 1. — С. 162—179. Об участии проф. В. Ч. Дорогостайского в экспедиции Зоологического музея Московского университета летом 1917 г.
- В-ский, Байкальский питомник чернобурых лисиц / В-ский // Охотник. — М., 1925. — № 4. — С. 15-16. О ведущей роли проф. В. Ч. Дорогостайского в организации питомника черно-бурых лисиц в Сибири.
- Туров, С. С. Звероводство на Байкале / С. С. Туров // Охотник. — М., 1925. — № 6/7. — С. 5-6. О работе зверопитомника Иркутского университета под руководством проф. В. Ч. Дорогостайского.
- Кожов, М. Деятельность Восточно-Сибирского Отдела Русского Географического общества по изучению животного мира Сибири за 75 лет / М. Кожов // Изв. Вост.-Сиб. отд. гос. Рус. геогр. о-ва. — 1926. — Т. 50, вып. 1 : Обзор деятельности Восточно-Сибирского отдела за семьдесят пять лет, 1851—1926 : юбил. сб. — С. 109—124. О вкладе проф. В. Ч. Дорогостайского в изучение животного мира Сибири, с. 123.
- Cockerell, T. D. The biology of Lake Baikal / T. D. Cockerell // Science. — 1927. — Vol. 66, № 1719. — P. 552—554. О проф. В. Ч. Дорогостайском как исследователе флоры и фауны озера Байкал.
- Топорков, Н. Н. Байкальский питомник / Н. Н. Топорков // Пушное дело. — М., 1927. — № 4. — С. 64-76 ; № 5. — С. 53-61.
- Ветров, В. В Байкальском питомнике / В. Ветров // Знание-сила. — 1928. — № 9. — С. 232—235. О работе Байкальского зверопитомника под руководством проф. В. Ч. Дорогостайского.
- Палибин, И. В. Новая Saussurea из Северной Монголии — Saussurea Dorogostaiskii sp. n. / И. В. Палибин // Журн. Рус. ботан. о-ва. — 1928. — Т. 13, № 1/2. — С. 109—111. Об открытии растения Saussurea проф. В. Ч. Дорогостайским.
- Дорогостайский Виталий Чеславович // Сибирская Советская энциклопедия. — Новосибирск, 1929. — Т. 1. — Стб. 848.
- Загорский, Н. П. Классовая борьба в сибирских вузах / Н. П. Загорский. — Новосибирск : Сибкрайиздат, 1929. — 102 с.
- Об обвинениях, выдвинутых против проф. В. Ч. Дорогостайского, ставших причиной его ареста в 1937 году, с.15-18.
- Klemm, M. Die ersle slaatliche Pelztierfarm in Sibirien / M. Klemm // Pelztierfarm. — 1931. — Bd. 7, № 12. — P. 231—233. О роли проф. В. Ч. Дорогостайского в изучении флоры и фауны озера Байкал.
- Староверов, Г. Руководители университета покрывают носителей буржуазной идеологии / Г. Староверов, В. Куклин, Маневич // Вост.-Сиб. правда. — 1933. — 22 июля.
- Проф. В. Ч. Дорогостайский неоднократно высказывал критические замечания в адрес руководителей ИГУ, за что был осужден на заседании МК и МБ ИГУ 21 июня 1933 г.
- Насонов, Н. В. К 30-летнему юбилею научной работы профессора В. Ч. Дорогостайского / Н. В. Насонов // Вост.-Сиб. правда. — 1934. — 15 окт. О научно-исследовательской, педагогической и организаторской деятельности проф. В. Ч. Дорогостайского.
- Тимофеев, С. И. Виталий Чеславович Дорогостайский : к 30-летнему юбилею научно-педагогической деятельности / С. И. Тимофеев // Вост.-Сиб. правда. — 1934. — 29 окт. О вкладе проф. В. Ч. Дорогостайского в изучение флоры и фауны озера Байкал. Об избрании его почетным членом Восточно-Сибирского краеведческого общества.
- Дорогостайский Виталий Чеславович // Русские ботаники (ботаники России и СССР) : биогр.-библиогр. слов. / сост. С. Ю. Липшиц. — М., 1950. — Т. 3 : Горницкий — Ищерсков. — С. 192.
- Зверский случай // Фельетоны и очерки / М. С. Кольцов. — М., 1956. — С. 325—328 ; Избранные произведения : в 3 т. / М. С. Кольцов. — М., 1957. — Т. 1 : Фельетоны и очерки. — С. 237—239. О Байкальском зверопитомнике в п. Большие Коты. О работе проф. В. Ч. Дорогостайского по спасению питомника в 1927 году.
- Асхаев, М. Г. К истории научной станции Иркутского университета на Байкале / М. Г. Асхаев, А. Г. Егоров // Изв. Всесоюз. геогр. о-ва. — 1959. — Т. 91, вып. 3. — С. 299—300. Об истории создания научной биологической станции Иркутского университета на Байкале. О ведущей роли проф. В. Ч. Дорогостайского в первые годы работы станции.
- Гагина, Т. И. Виталий Чеславович Дорогостайский как орнитолог / Т. И. Гагина // Изв. Вост.-Сиб. отд. геогр. о-ва СССР. — 1965. — Т. 64 : Материалы по зоогеографии Сибири. — С. 71-74.
- Гранина, А. Ученый-энтузиаст / А. Гранина // Вост.-Сиб. правда. — 1965. — 19 февр. О проф. В. Ч. Дорогостайском — новаторе и организаторе охотоустройства в Сибири.
- Скалон, В. Н. У истоков отечественного охотоведения / В. Н. Скалон // Изв. Иркут. с.-х. ин-та. — 1970. — Вып. 26, т. 3 а : Вопросы охотоведения. — С. 257—275. О вкладе проф. В. Ч. Дорогостайского в развитие отечественного охотоведения, с. 273—274.
- Егоров, А. Г. Научная работа кафедры зоологии позвоночных за 50 лет (1918—1968) / А. Г. Егоров // Изв. Биол.-геогр. науч.-исслед. ин-та при Иркут. гос. ун-те. — 1971. — Т. 24. — С. 3-33. О проф. В. Ч. Дорогостайском как организаторе и первом заведующем кафедрой зоологии позвоночных при Иркутском университете, с. 3-4.
- Дорогостайская, Е. В. К истории исследования оз. Байкал : о переписке Б. Дыбовского с русскими учеными / Е. В. Дорогостайская // Изв. Всесоюз. геогр. о-ва. — 1978. — Т. 110, вып. 3. — С. 269—273. Материалы о переписке Б. Дыбовского с русскими учеными, в том числе с проф. В. Ч. Дорогостайским, с.270.
- Егоров, А. Г. На кафедре зоологии позвоночных / А. Г. Егоров // Иркут. ун-т. — 1978. — 14 июня. О старейшей кафедре университета, организатором которой был проф. В. Ч. Дорогостайский. О достижениях коллектива кафедры за 60 лет существования. О научно-исследовательской деятельности проф. В. Ч. Дорогостайского.
- Голенкова, А. И. Профессор Дорогостайскийи его вклад в биологическую науку Сибири / А. И. Голенкова // Байкал. — 1979. — № 3. — С. 137—144.
- Гранина, А. Жизнь, отданная науке / А. Гранина // Сов. молодежь. — 1979. — 8 дек. Об ученом совете ИГУ, посвященном 100-летию со дня рождения проф. В. Ч. Дорогостайского.
- Егоров, А. Г. Праздник Биолого-почвенного факультета / А. Г. Егоров // Иркут. ун-т. — 1979. — 12 дек. О юбилейном расширенном ученом совете биолого-почвенного факультета ИГУ, посвященном 100-летию со дня рождения проф. В. Ч. Дорогостайского. В докладе проф. А. Г. Егорова освещена научная, исследовательская, педагогическая деятельность основателя кафедры зоологии позвоночных проф. В. Ч. Дорогостайского.
- Туров, С. С. В горах Забайкалья / С. С. Туров // По родному краю : очерки зоолога-натуралиста / С. С. Туров. — М., 1979. — С. 101—147. В монографии С. С. Турова «По родному краю» отдельная глава посвящена проф. В. Ч. Дорогостайскому, его экспедиции в район Яблонового и Станового хребтов в 1914 году.
- Дорогостайская, Е. В. Виталий Чеславович Дорогостайский (1879—1938) : к 100-летию со дня рождения / Е. В. Дорогостайская // Охота и охотничье хоз-во. — 1980. — № 2. — С. 10-11. О научно-исследовательской, педагогической и организаторской деятельности проф. В. Ч. Дорогостайского.
- Дорогостайская, Е. В. Первое научно-исследовательское судно на Байкале / Е. В. Дорогостайская // Катера и яхты. — 1981. — № 6. — С. 22-23. О строительстве первого научно-исследовательского судна на Байкале под руководством проф. В. Ч. Дорогостайского.
- Дорогостайская, Е. В. В. Ч. Дорогостайский — исследователь флоры и фауны Байкала / Е. В. Дорогостайская // Изв. АН СССР. Сер. географическая. — 1982. — № 3. — С. 105—114. 1984
- Dorogostaiskaya, E. V. Vitaliyi Cheslavovich Dorogostaisky: a pioneer investigator of the flora and fauna of Lake Baikal / E. V. Dorogostaiskaya // J. Great Lakes Researches. — 1985. — Vol. 11, № 4. — P. 512—519. О проф. В. Ч. Дорогостайском — исследователе флоры и фауны озера Байкал.
- Вержуцкий, Б. Н. Меж востокоми западом: о человеке, который изучал Байкал / Б. Н. Вержуцкий // Ангарские огни. — 1984. — 22 нояб. О научно-исследовательской деятельности проф. В. Ч. Дорогостайского.
- Дорогостайская, Е. В. Мы и Иркутск : фотоальбом / Е. В. Дорогостайская. — Л., 1984. — 21 л. : фот. Фотоальбом составлен дочерью одного из основателей ИГУ проф. В. Ч. Дорогостайского на основе собственных материалов, архивных документов, семейных фотографий.
- Виталий Дорогостайский // Следопыты Байкала / А. И. Голенкова. — Иркутск, 1986. — С. 58-86.
- Вержуцкий, Б. Н. Пленники Сладководного моря / Б. Н. Вержуцкий // Ангарские огни. — 1987. — 20 янв. Об исследователях озера Байкал: В. Ч. Дорогостайском, Г. И. Радде, Б. И. Дыбовском. О вкладе проф. В. Ч. Дорогостайского в создание постоянно действующего научно-исследовательского центра на Байкале.
- Вержуцкий, Б. Н. Потомки ученого на Байкале: есть у озера приобретения, хотя потери ими не перекрываются / Б. Н. Вержуцкий // Ангарские огни. — Иркутск, 1987. — 13 окт. О вкладе проф. В. Ч. Дорогостайского в создание биологической станции в поселке Большие Коты на Байкале.
- Беньковская, И. Дар музею / И. Беньковская // Вост.-Сиб. правда. — 1988. — 18 июня. Об уникальном архиве проф. В. Ч. Дорогостайского.
- Дорогостайская, Е. В. К истории организации постоянной научной станции на озере Байкал / Е. В. Дорогостайская // Изв. Всесоюз. геогр. о-ва. — 1989. — Т. 121, вып. 3. — С. 249—253. О руководящей роли проф. В. Ч. Дорогостайского в создании постоянной научно-исследовательской станции на Байкале.
- Дорогостайская, Е. В. Начало организации стационарных исследований на Байкале / Е. В. Дорогостайская // Изв. Сиб. отд-ния АН СССР. Сер. истории, филологии и философии. — 1989. — Вып. 3. — С. 72-75. О научно-исследовательской деятельности проф. В. Ч. Дорогостайского на Байкале. О создании постоянной научной станции под руководством В. Ч. Дорогостайского.
- Семенов, А. Чайка над Байкалом / А. Семенов // Вост.-Сиб. правда. — 1989. — 30 сент. История первого научно-исследовательского судна на Байкале, построенного под руководством проф. В. Ч. Дорогостайского. О вкладе ученого-энциклопедиста в изучение озера Байкал. Воспоминания дочери Е. В. Дорогостайской об отце.
- Семенов, А. …И снимаются покровы секретности: следственное дело В. Ч. Дорогостайского, репрессированного в 1934 г. / А. Семенов // Вост.-Сиб. правда. — 1991. — 23 янв.
- Семенов, А. Жизнь и смерть профессора Дорогостайского / А. Семенов // Вост. обозрение. — 1991. — № 3. — С. 6.
- Дорогостайская, Е. В. Виталий Чеславович Дорогостайский (1879—1938) / Е. В. Дорогостайская. — СПб. : Наука, 1994. — 136 с.
- Пронин, Ю. В. Исследования и репрессии : Биолого-географический институт в 1930-е гг. / Ю. В. Пронин // Проблемы истории науки и образования в Восточной Сибири: век XX. — Иркутск, 1996. — С. 157—167. О репрессиях 1933—1937 гг., коснувшихся ученых Биолого-географического института при ИГУ. Об обвинениях, выдвинутых против проф. В. Ч. Дорогостайского, с. 162—166.
- Пронин, Ю. В. Первые годы Биолого-географического института при Иркутском университете (1923—1930) / Ю. В. Пронин // Проблемы истории науки и образования в Восточной Сибири: век XX. — Иркутск, 1996. — С. 144—155. О научных интересах и деятельности В. Ч. Дорогостайского в первые годы существования Биолого-географического института при ИГУ.
- Форест, Г. С. Обзор достижений В. Ч. Дорогостайского в области эволюционной динамики, основанной на его трудах по фауне Байкала / Г. С. Форест // Бенедикт Дыбовский : сборник / ред.: О. М. Кожова, Б. С. Шостакович. — Новосибирск, 2000. — С. 275—282.
- Зуляр, Ю. А. В. Ч. Дорогостайский как теоретик и практик природоохранного дела / Ю. А. Зуляр // Сибирско-польская история и современность: актуальные вопросы : сб. материалов Междунар. науч. конф. Иркутск, 11-15 сент. 2000 г. — Иркутск, 2001. — С. 300—302.
- Зуляр, Ю. А. Советская история Восточно-Сибирского отдела Русского географического общества: время и люди / Ю. А. Зуляр. — Улан-Удэ : Издательско-полиграф. комплекс ВСГАКИ, 2001. — 75 с. О деятельности проф. В. Ч. Дорогостайского по рационализации природопользования в Сибири. О научных достижениях В. Ч. Дорогостайского в области заповедного дела, с. 41-45.
- Кардашевская, П. А. Дорогостайский Виталий Чеславович (1879—1938) / П. А. Кардашевская. // Исследователи Байкала — Иркутск, 2001. — С. 12-13. Материалы о жизни и деятельности В. Ч. Дорогостайского, собранные его дочерью Е. В. Дорогостайской // Русские и иностранные рукописи Научной библиотеки Иркутского государственного университета. — Новосибирск, 2001. — Ч. 2 : Рукописи на иностранных языках. Материалы документального характера. Рукописи поздней традиции. — С. 125—127.
- Тугарина, П. Я. В. Ч. Дорогостайский — ученый и основатель школы зоологии в Сибири / П. Я. Тугарина // История вуза в биографиях ученых : сб. ст. — Иркутск, 2001. — С. 26-27.
- Степанова, Т. И. Виталий Чеславович Дорогостайский: 125 лет со дня рождения / Т. И. Степанова // Приангарье: годы, события, люди : календарь знаменательных и памятных дат Иркутской области на 2004 год. — Иркутск, 2004. — Вып. 37. — С. 101—105.
- Сергиенко, С. М. Дорогостайский Виталий Чеславович (1879—1938) / С. М. Сергиенко // С Байкалом связанные судьбы : детская энциклопедия Сибири. — Иркутск, 2006. — С. 35-38.
- Дубешко, Л. Н. Байкальская биологическая станция научно-исследовательского института биологии при Иркутском государственном университете / Л. Н. Дубешко. — Иркутск : Изд-во ИГУ, 2008. — 86 с. : фот. В книге описана история организации и становления Байкальской биологической станции в пос. Большие Коты на озере Байкал. Подчеркнута роль первого заведующего станцией проф. В. Ч. Дорогостайского. Поэтапно описана научно-исследовательская, образовательная и просветительская работа на биостанции с 20-х гг. XX в. до нашего времени.